# 6151 Viget
6151 Viget eller 1987 WF är en asteroid i huvudbältet som upptäcktes den 19 november 1987 av den amerikanske astronomen Edward L.G. Bowell vid Anderson Mesa Station. Den är uppkallad efter Princeton universitetets motto Dei Sub Numine Viget.
Asteroiden har en diameter på ungefär 5 kilometer.